# Pavla Löwenthalová
Pavla Löwenthalová (* 10. prosince 1969 Krnov) je politička a soukromá zemědělkyně, od roku 2014 zastupitelka města Krnov v okrese Bruntál (v letech 2014 až 2018 také radní města), členka KDU-ČSL.

## Život
Narodila se do zemědělské rodiny, od narození žije v Krnově na statku, který po odsunu sudetských Němců zajistil jejímu dědečkovi jeho bratr, který zdejší oblast dobře znal, neboť v době první republiky působil jako správce krnovského městského statku. Jejím prarodičům však bylo umožněno zde hospodařit pouze do roku 1959, pak přišel nucený vstup do JZD, posléze státních statků. Ty zabraly i polovinu stavení a založily zde chov krůt, o které se babička starala.
V letech 1984 až 1988 absolvovala Gymnázium v Krnově, poté v letech 1988 až 1994 studovala na Veterinární a farmaceutické univerzitě Brno (získala titul MVDr.). Po ukončení studia společně s manželem Petrem začala obnovovat rodinný statek, v rámci restitucí získala zpět půdu po svém dědečkovi. Společně vybudovali jednu z největších rodinných zemědělských firem v okrese Bruntál, specializující se především na rostlinnou výrobu. V roce 2008 se firma umístila jako stříbrná „Farma roku 2008“. V roce 2019 rodinná firma vyhrála cenu Ministerstva zemědělství ČR „Zemědělec roku - nejlepší pěstitel“ a „Zemědělec roku v Moravskoslezském kraji“. V roce 2009 se stala předsedkyní ASZ ČR Krnovska a Opavska.
Pavla Löwenthalová žije v Krnově, konkrétně v části Pod Bezručovým vrchem. Je vdaná, s manželem Petrem má dva syny Jiřího a Václava. Je římskokatolického vyznání.

## Politické působení
Do politiky vstoupila, když byla v komunálních volbách v roce 2014 zvolena za KDU-ČSL ze třetí pozice na kandidátce zastupitelkou města Krnova. Následně se stala radní města. Ve volbách v roce 2018 post zastupitelky města obhájila, když byla z pozice členky KDU-ČSL lídryní kandidátky s názvem „S krnovskou KDU“ (tj. KDU-ČSL a nezávislí kandidáti). Skončila však v pozici radní města. V komunálních volbách v roce 2022 kandidovala jako členka KDU-ČSL za koalici „SPOLU pro Krnov“ (tj. ODS, KDU-ČSL a TOP 09) na čtvrté pozici do Zastupitelstva města Krnova. Mandát zastupitelky obhájila, vlivem preferenčních hlasů skončila první.
Ve volbách do Poslanecké sněmovny PČR v roce 2017 kandidovala za KDU-ČSL v Moravskoslezském kraji, ale neuspěla.
Ve volbách do Senátu PČR v roce 2022 kandidovala jako členka KDU-ČSL v rámci koalice SPOLU (tj. ODS, KDU-ČSL a TOP 09) v obvodu č. 64 – Bruntál, ale nebyla zvolena.